# Kusama e Warhol: o maior roubo da pop
Kusama e Warhol: o maior roubo da pop (em espanhol Kusama y Warhol: el mayor robo del pop) é um espectáculo performativo das produções D. Mona que parte da conhecida rivalidade entre os artistas Yayoi Kusama e Andy Warhol. A peça foi encenada em Lisboa e  integra três festivais internacionais em Madrid e Cantábria em Outubro e Novembro de 2019. 

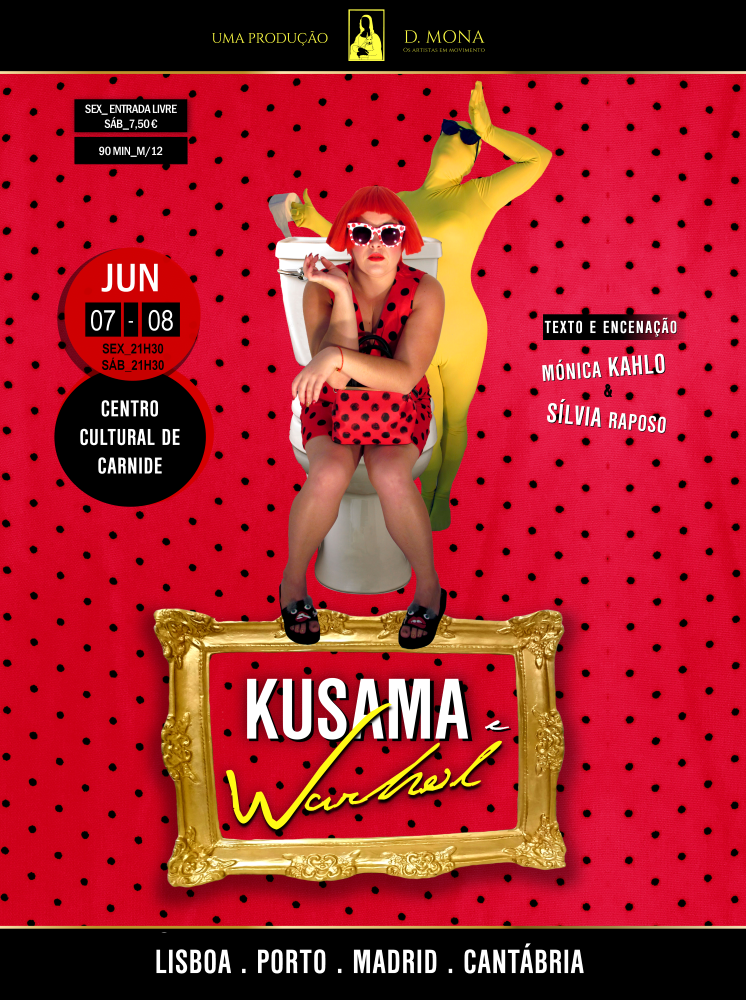
Cartaz Kusama e Warhol, das produções D. Mona

## O espectáculo
O espectáculo aborda a enfermidade psicológica da artista Yayoi Kusama, a sua obsessão com a repetição de padrões e imagens na década de 60 e a sua rivalidade com Andy Warhol, que a pintora acusou de roubo por este ter reproduzido a sua ideia em obras icónicas como Marilyn Monroe, as latas de sopa Campbell ou as garrafas da Coca-Cola. Kusama e Warhol coloca em cena  a forma como a rivalidade entre Yayoi Kusama e Andy Warhol marcou o movimento estético da pop arte colocando enfoque na polémica em torno daquele que foi um dos maiores roubos na história da viragem artística pós-moderna. 
Pode ler-se na sinopse:
Kusama é obsessiva. Roubou o círculo negro de Malevitch e repetiu-o compulsivamente. Warhol é hipocondríaco. Espirrou em cores Marilyn Monroe nos outdoors de Nova Iorque. Kusama sofre do complexo de Narciso. Falsificou as libras de Inglaterra e timbrou-as com o seu semblante. Warhol está sempre indisposto. Comeu os tomates da sopa Campbell e vomitou-os contra a crítica. Kusama é excêntrica. Calçou o sapato de Joana Vasconcelos para dar um pontapé no príncipe encantado. Warhol é um tanto histriónico. Exagerou a vaca de Marc e imprimiu-a em cor-de-rosa. Kusama é definitivamente impulsiva. Assaltou o closet de Cruella e fez de Grimhilde a sua estilista pessoal. Warhol é psicótico. Copiou o sorriso de Shining e atirou Duchamp e Tzara para a cadeira eléctrica. Kusama e Warhol são… a dupla perfeita. Um quadro. Dois rivais. Várias patologias. Mirror, mirror. Who's the most famous of all?

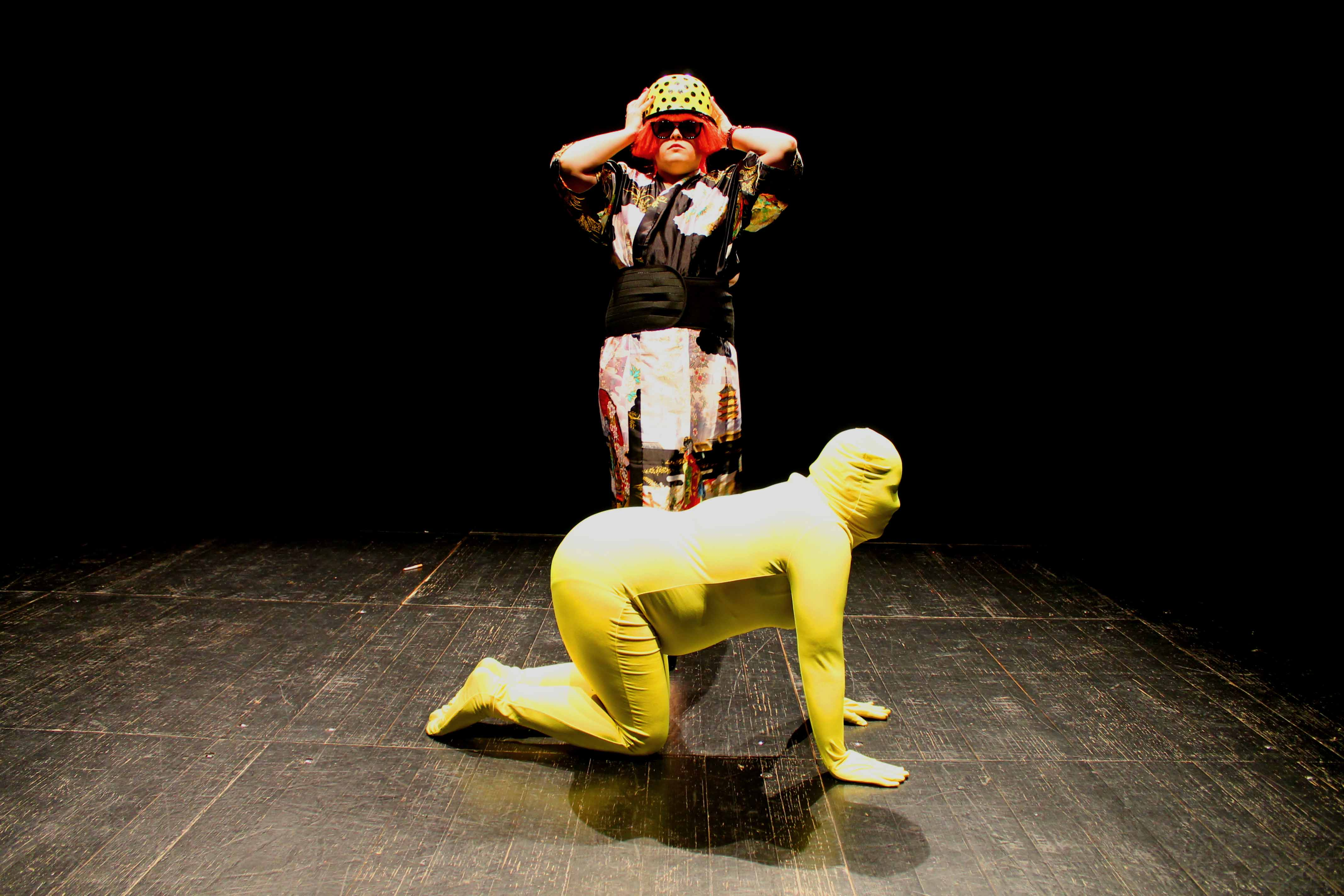
Rainha Polka e Dot no espectáculo Kusama e Warhol.

O espectáculo une ainda a história do famoso conto de fadas Cinderela ao universo da Pop Art, nas figuras da artista japonesa Yayoi Kusama e do artista americano Andy Warhol. Desde uma abóbora que se transforma num trono, um velho cavalete que se transforma num criado ou até mesmo uma fada padrinho são algumas das imagens e eventos que nos levam numa viagem por um universo real e onírico, partindo de um diálogo com o surrealismo, passando pela famosa obsessão com os polka-dots de Yayoi Kusama, a sua relação conflituosa com Joseph Cornell, a estreita amizade com Donald Judd ou a rivalidade com Andy Warhol.  Mas, neste mundo muito pouco encantado, a magia termina sempre à meia-noite....

O texto e encenação foram uma criação de Mónica Kahlo e Sílvia Raposo e o elenco é composto pelas actrizes Mónica Kahlo, Sílvia Raposo, Margarida Camacho e Bárbara Macedo. O espectáculo apresenta-se enquanto um espectáculo multilingue (falado em português, espanhol, inglês e japonês) e integrou três festivais internacionais de artes performativas em Madrid e Cantábria.

## Elenco

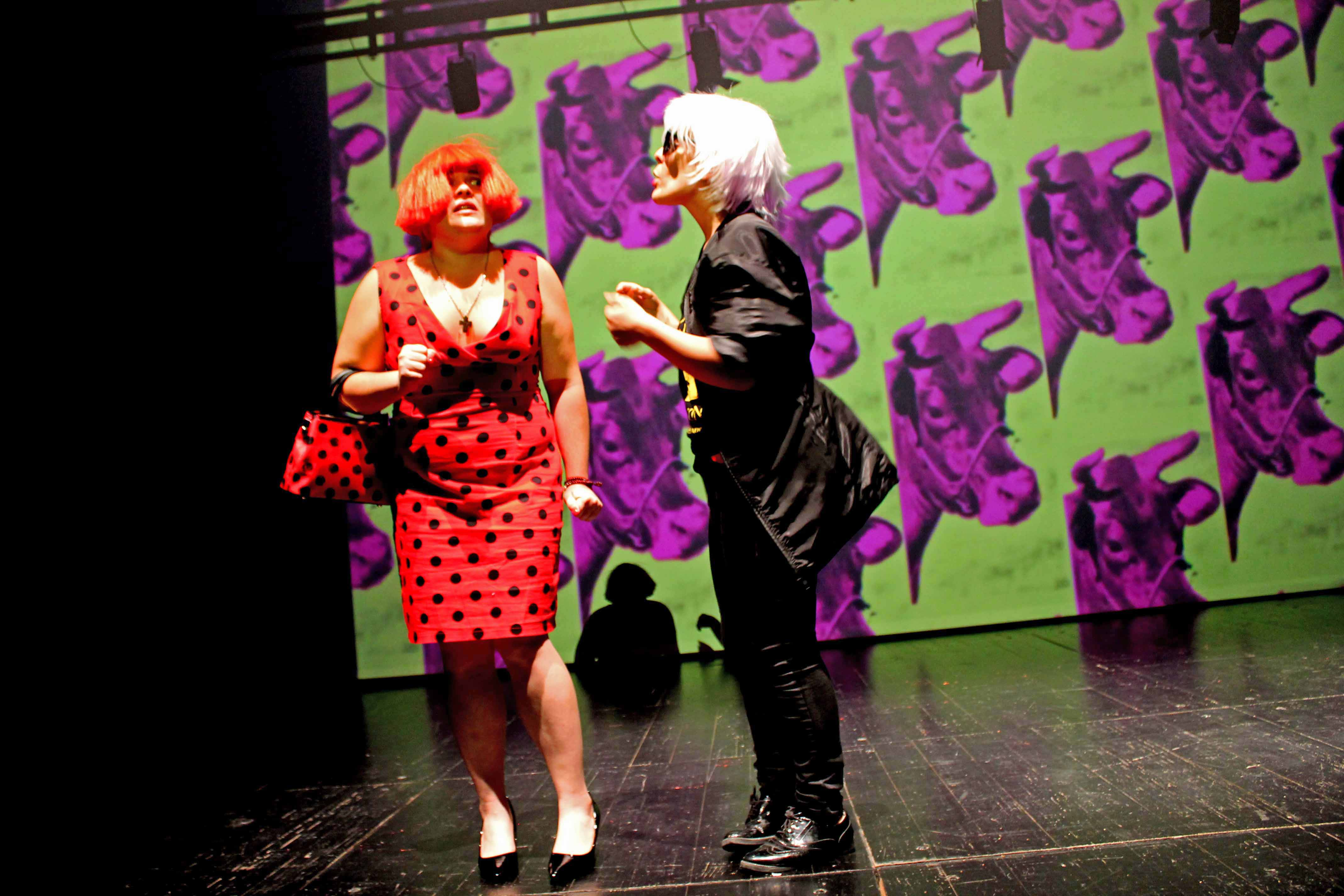
Yayoi Kusama e Andy Warhol no espectáculo Kusama e Warhol.

- Mónica Kahlo

- Sílvia Raposo
- Margarida Camacho
- Bárbara Macedo

## Galeria

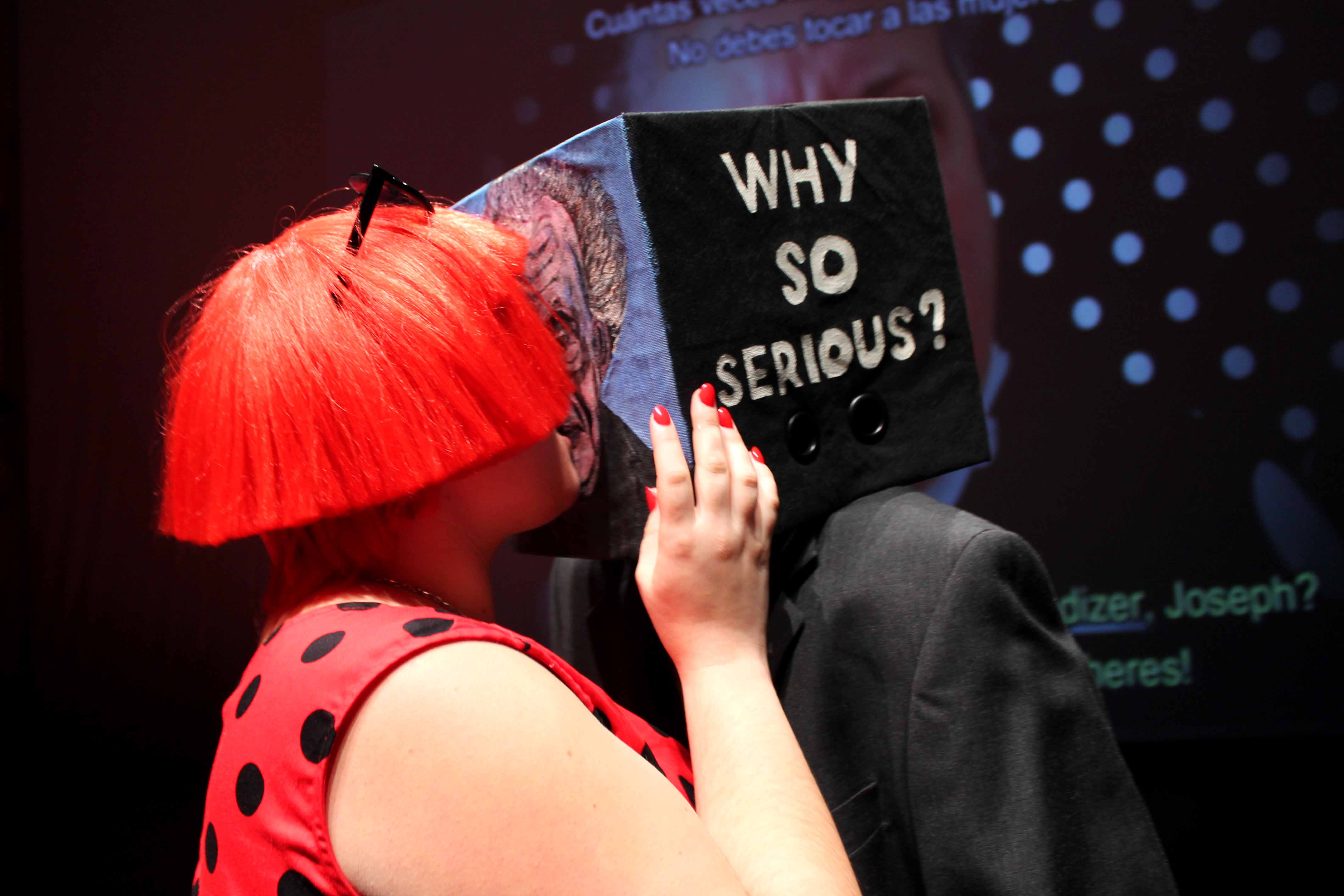
Espectáculo Kusama e Warhol, das produções D. Mona.
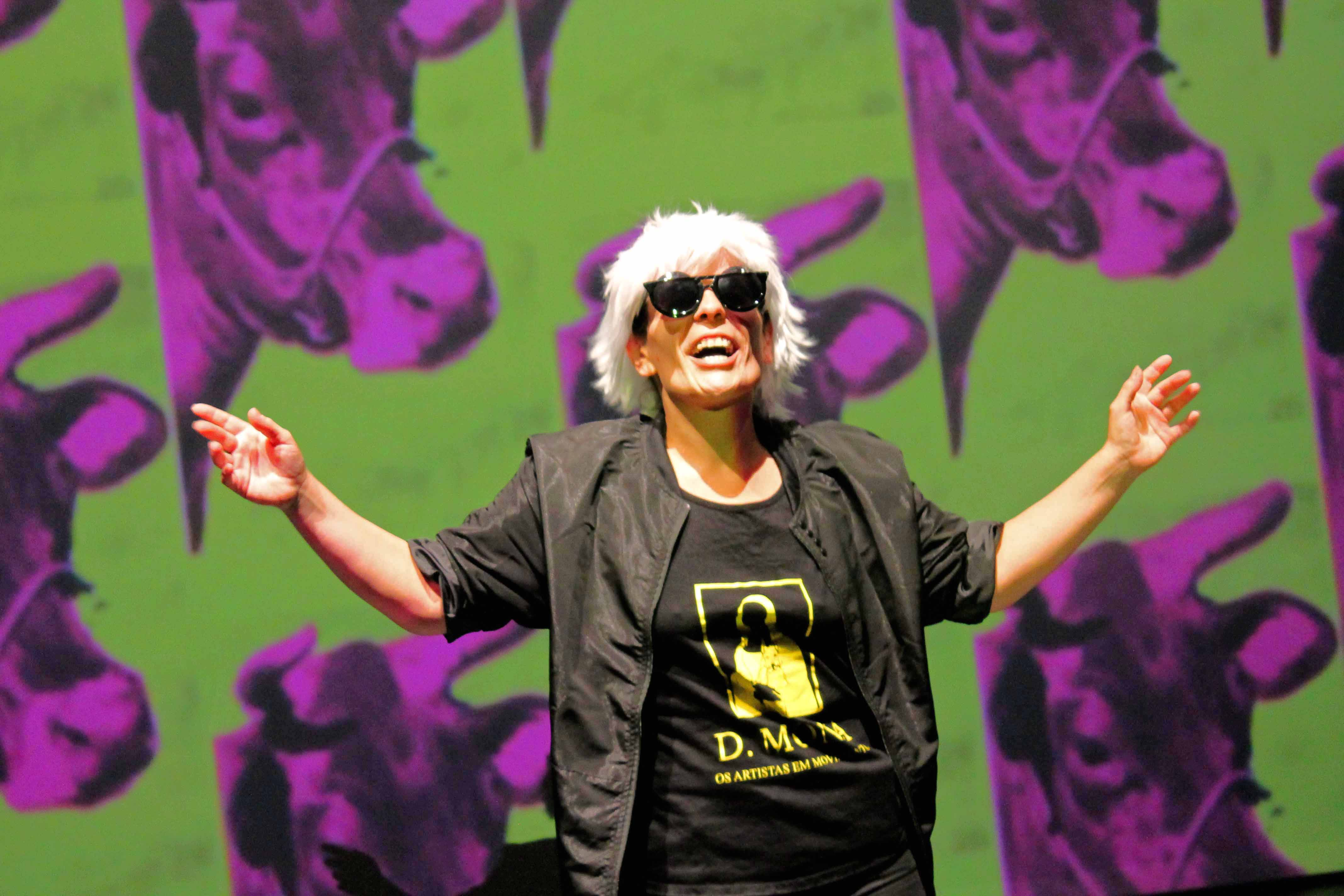
Espectáculo Kusama e Warhol das produções D. Mona.
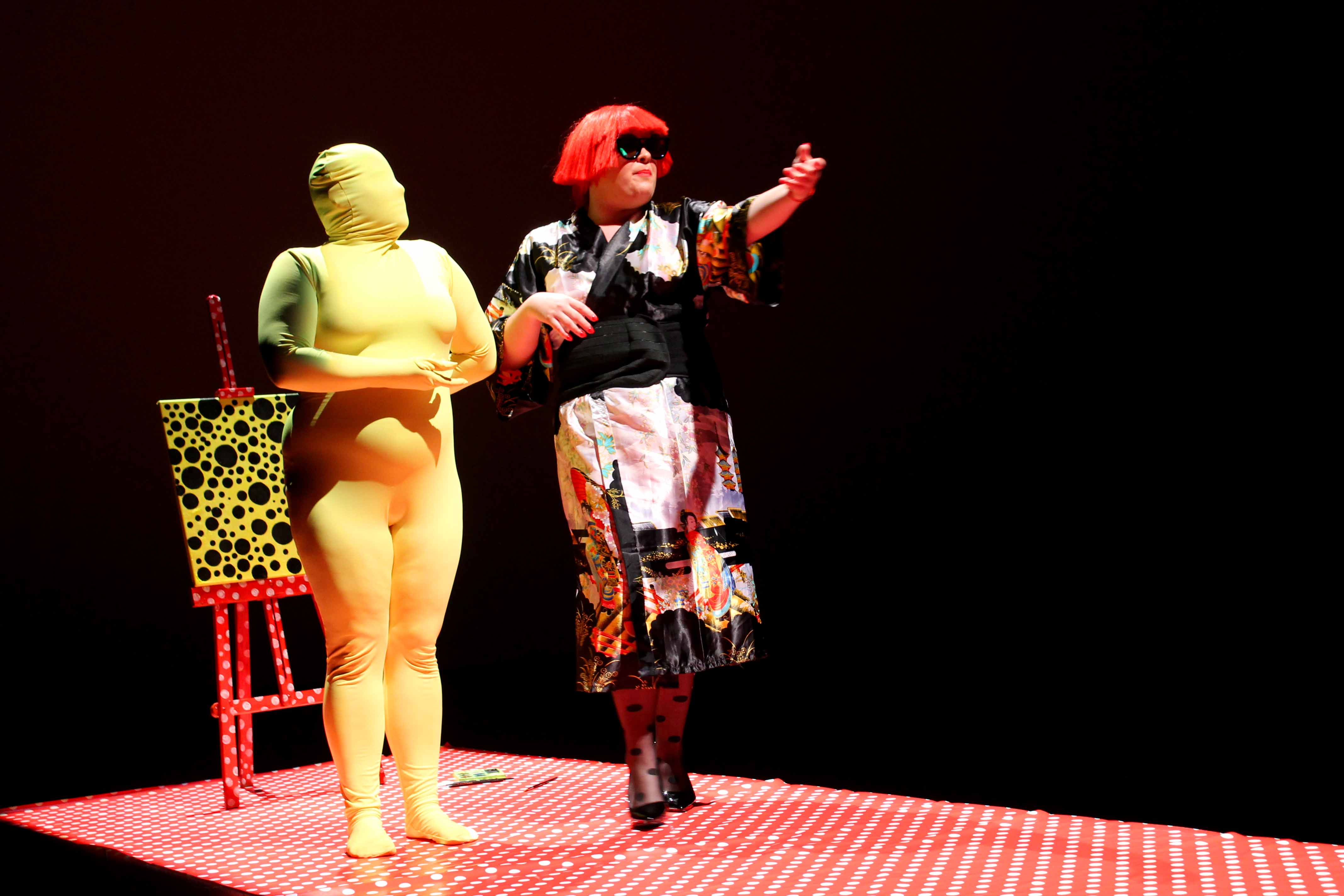
Espectáculo Kusama e Warhol das produções D. Mona.
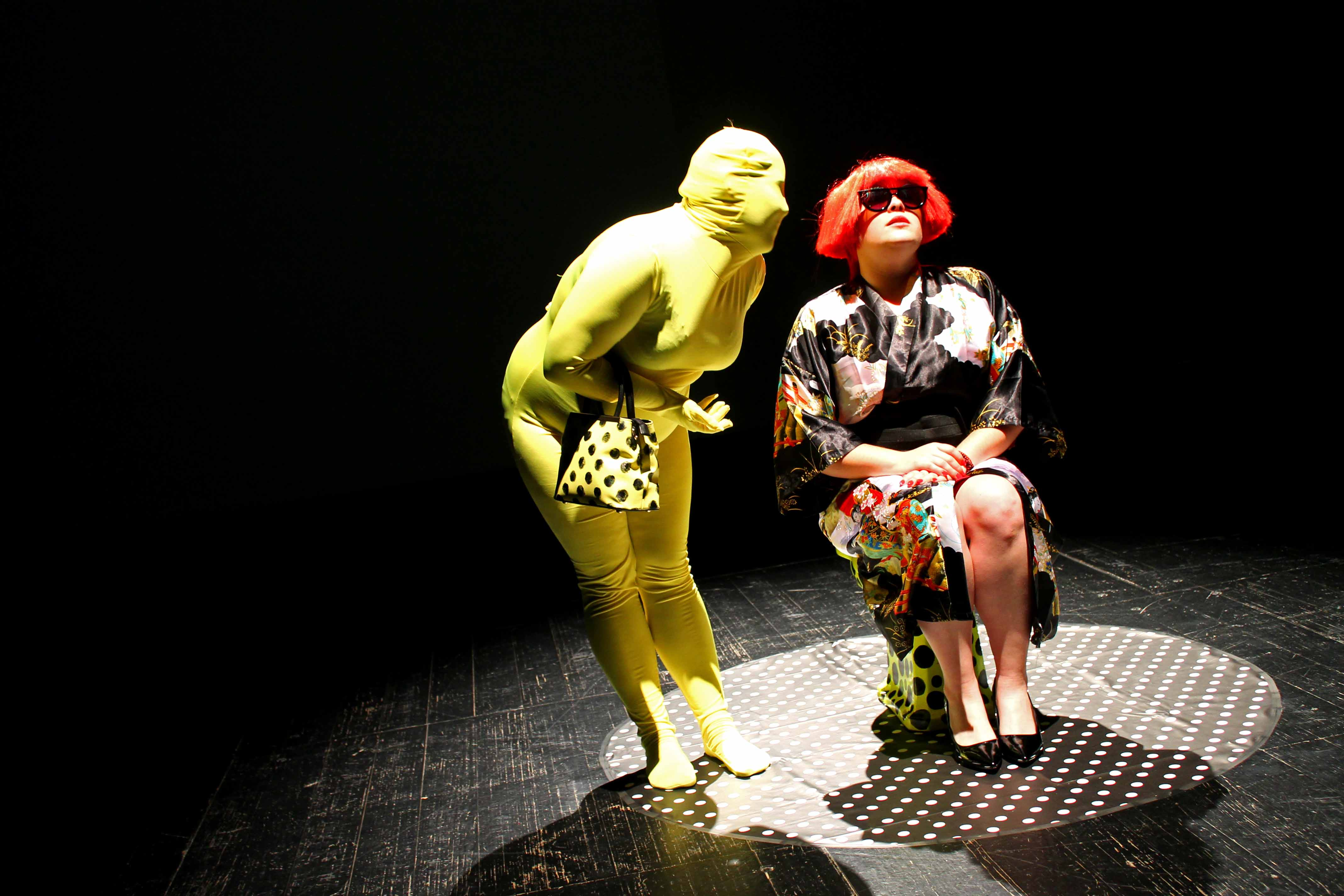
Espectáculo Kusama e Warhol, das produções D. Mona.
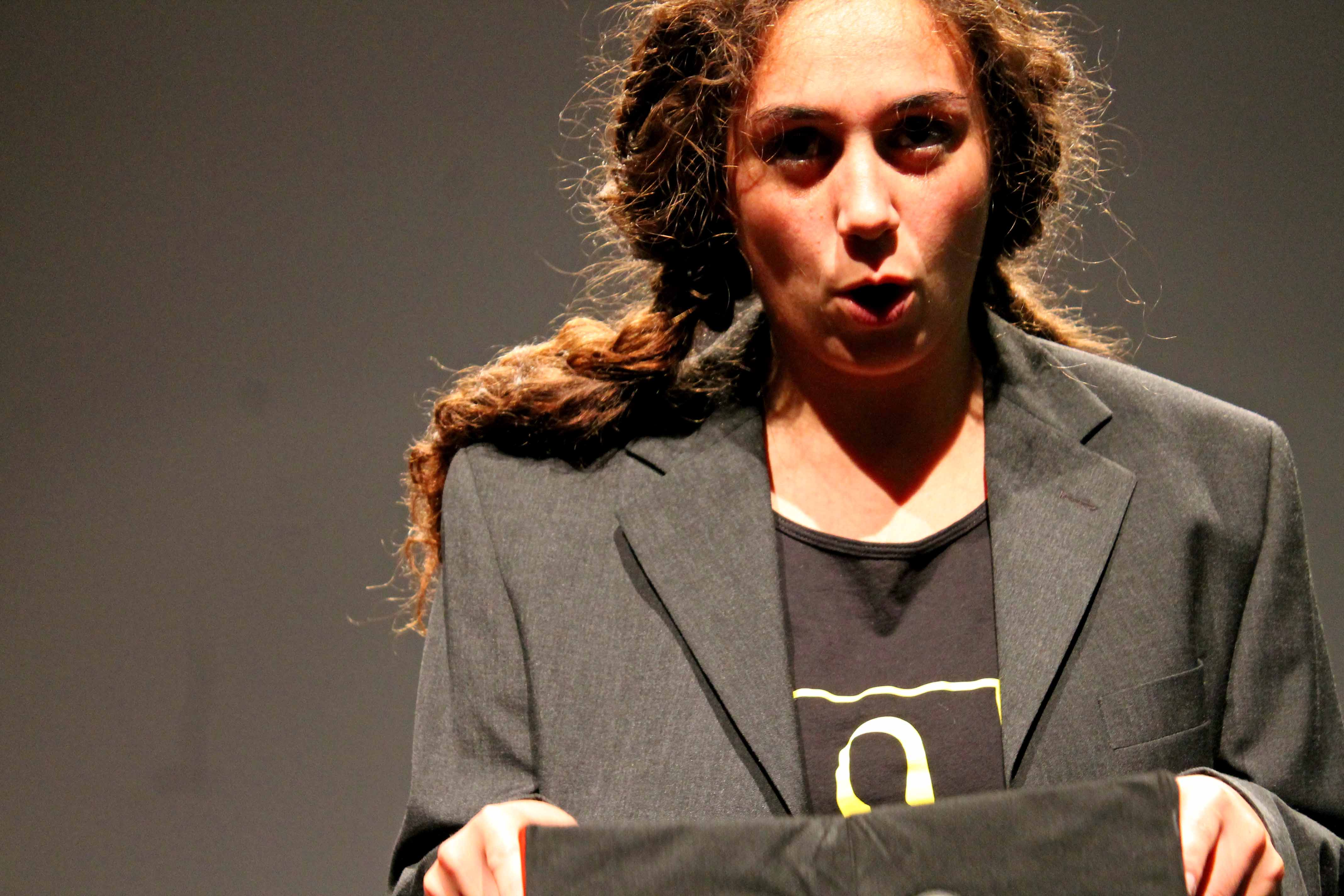
Espectáculo Kusama e Warhol, das Produções D. Mona.
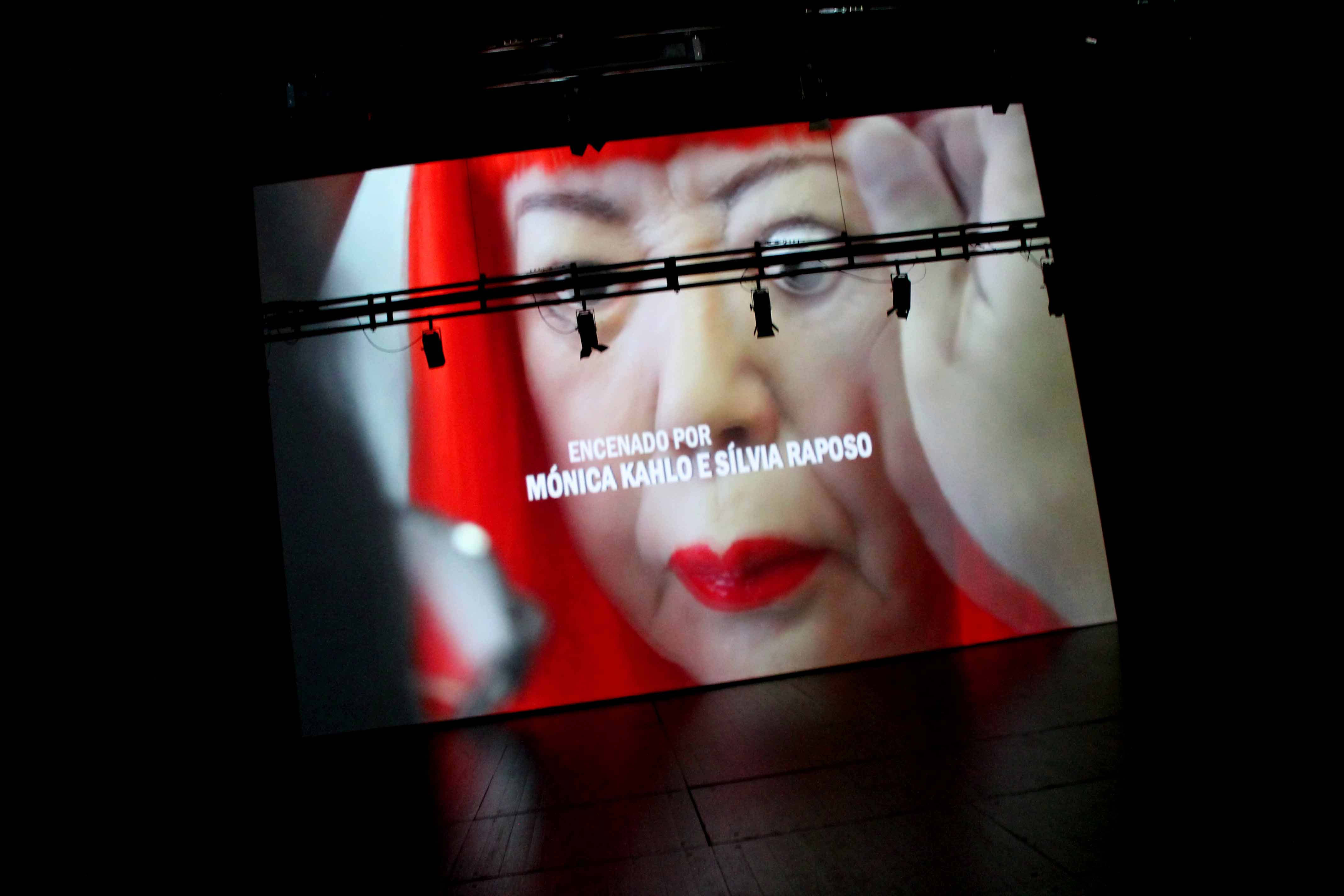
Espectáculo Kusama e Warhol das produções D. Mona.